# Max Cloëtta

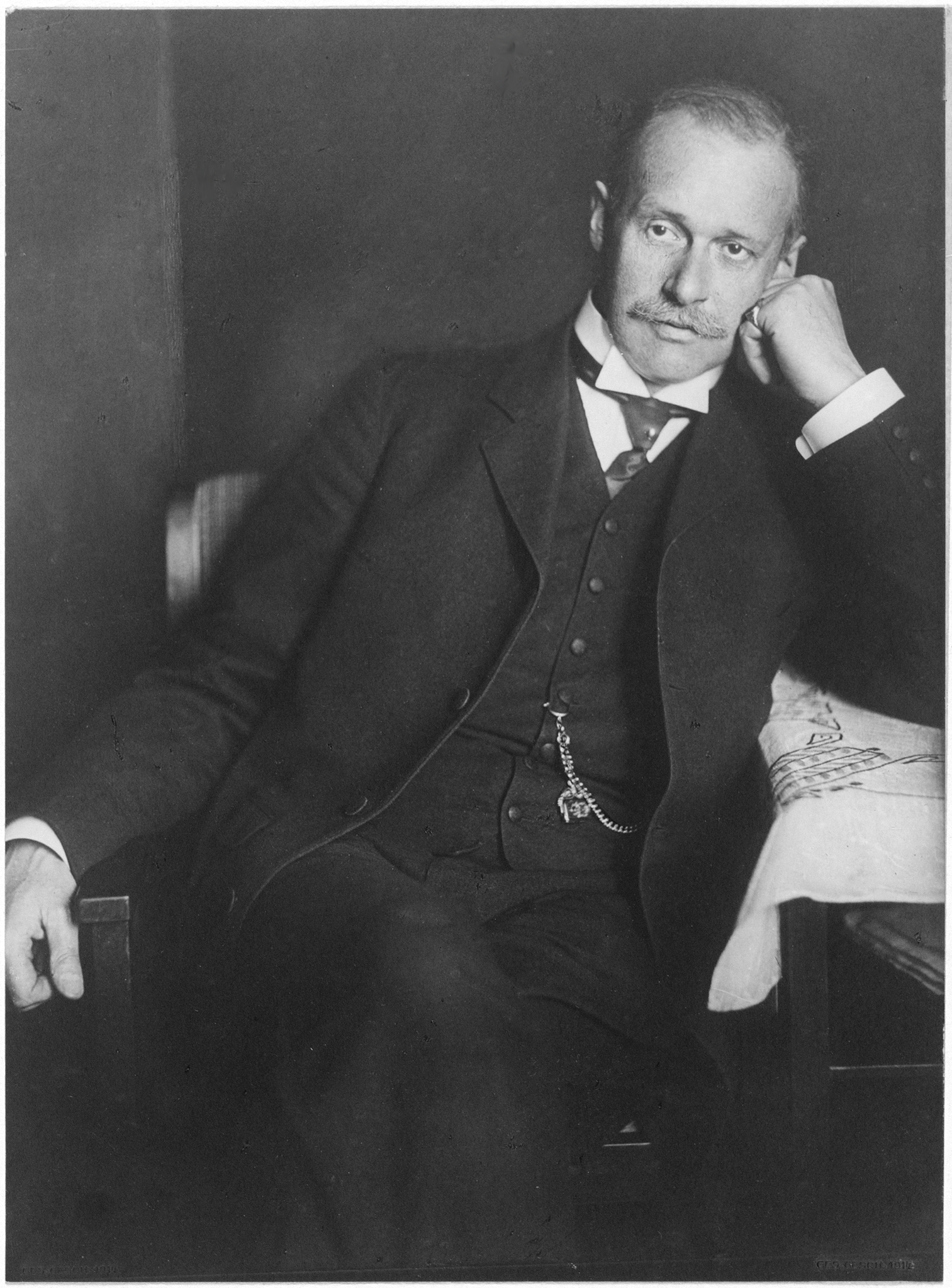
Max Cloëtta, 1914

Max Cloëtta, geschrieben auch Max Cloetta (* 21. Juli 1868 in Zürich; † 23. Juni 1940 ebenda), war ein Schweizer Pharmakologe.

## Leben und Wirken
Er war der Sohn des Schweizer Pharmakologen Arnold Leonhard Cloëtta und der Maria Locher, Tochter des Zürcher Chirurgen Heinrich Locher (1800–1865). Max Cloëtta studierte Medizin in Genf und in Zürich. Nachdem er 1892 in Zürich das medizinische Staatsexamen abgelegt hatte, arbeitete er als Assistent bei Oswald Schmiedeberg in Strassburg. In Zürich habilitierte er sich 1897 im Fach Pharmakologie und wurde 1901 a. o. Professor mit dem Lehrauftrag für Pharmakologie und gerichtliche Toxikologie und schliesslich 1907 Ordinarius mit Lehrverpflichtung für experimentelle Pathologie und Therapie. Als er 1910 Dekan der Medizinischen Fakultät wurde, setzte er sich u. a. für die Berufung von Ferdinand Sauerbruch als Nachfolger für den erkrankten Rudolf Ulrich Krönlein ein (Ferdinand Sauerbruch und seine Frau Ada gehörten in Zürich zum Freundeskreis der Familie Cloëtta). Berufungen nach Göttingen (1908), Prag (1911) und München (1917) lehnte er ab und wurde 1914 zum Rektor der Universität Zürich gewählt.
Seine Studien über die Wirkstoffe der Digitalis führten zum ersten Digitalis-Reinpräparat mit gleichbleibender, chemisch kontrollierbarer Zusammensetzung, das ab 1904 vom Unternehmen Roche unter dem Namen «Digalen» sehr erfolgreich vermarktet wurde.
Nach ihm ist der Cloëtta-Preis benannt.

## Veröffentlichungen (Auswahl)
- In: Archiv für experimentelle Pathologie und Pharmakologie
  - 45, 1901. Zur Kenntnis der Darstellung und Zusammensetzung der Digitalisglykoside
  - 50, 1903. Über das Verhalten des Morphins im Organismus und die Ursachen der Angewöhnung an dasselbe
  - 59, 1908. Über den Einfluss der chronischen Digitalisbehandlung auf das normale und pathologische Herz
  - Supplementband 1908 (Festschrift Oswald Schmiedeberg), S. 119–125: Über das Verhalten des Atropins bei verschieden empfindlichen Tieren (Digitalisat)
  - 63, 1910. Eine neue Methodik zur Untersuchung der Lungenzirkulation
  - 103, 1924. Chemisch-physikalische Untersuchungen zur Theorie der Narkose (zusammen mit H. Thomann)
- Über Angewöhnung an Gifte u. Medikamente, Festgabe Universität Zürich, 1914
- mit Ferdinand Flury, Erich Hübener, Heinrich Zangger: Lehrbuch der Toxikologie für Studium und Praxis, Springer 1928